# Parque de la Ciudad
 (mai 2019).
Si vous disposez d'ouvrages ou d'articles de référence ou si vous connaissez des sites web de qualité traitant du thème abordé ici, merci de compléter l'article en donnant les références utiles à sa vérifiabilité et en les liant à la section « Notes et références ».

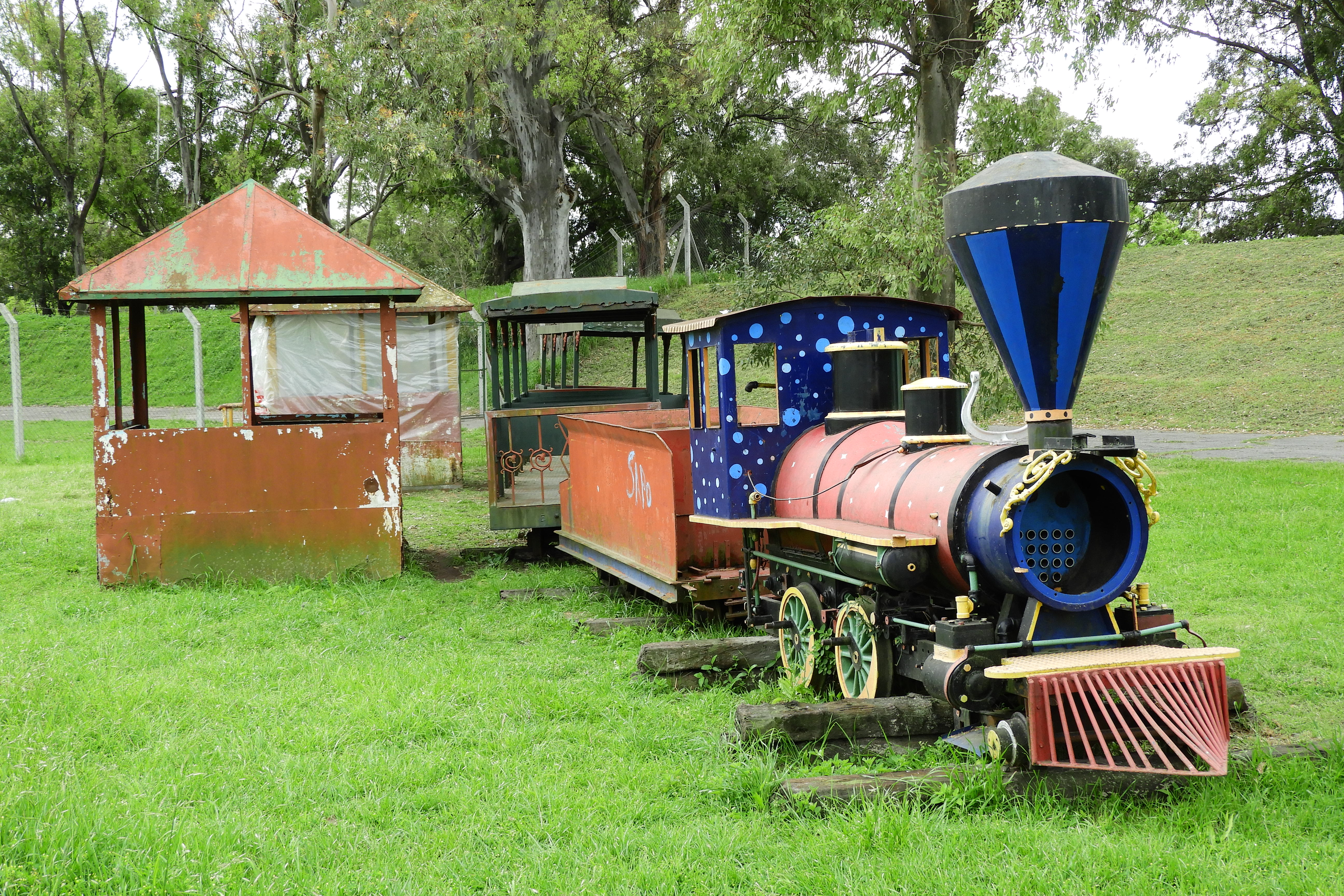
Parque de la Ciudad

Le Parque de la Ciudad (le parc de la ville) est un ancien parc de loisirs situé Villa Soldati à Buenos Aires. Inauguré en 1982, il n'a jamais obtenu le succès prévu et a été fermé après faillite en 2003, puis partiellement rouvert en 2010 pour le Bicentenaire 
. Il est en 2018 à l’abandon.
Sur une partie de son terrain, est construite en 2016-2017 la Villa Olímpica de la Juventud pour héberger les athlètes des Jeux olympiques de la jeunesse de 2018.